# Etapa de Spa-Francorchamps da Fórmula 2 em 2019
A corrida de Spa-Francorchamps da Fórmula 2 em 2019 seria a nona etapa do Campeonato de Fórmula 2 de 2019, categoria de monopostos regulamentada pela Federação Internacional de Automobilismo (FIA). A corrida principal, com duração de 25 voltas, seria realizada em 31 de agosto e a corrida de sprint, com duração de 18 voltas, em 1º de setembro de 2019, ambas no Circuito de Spa-Francorchamps, localizado na cidade de Stavelot, Bélgica. Além disso, as duas corridas serviriam de apoio ao Grande Prêmio da Bélgica de Fórmula 1, realizado no mesmo local.
A corrida principal foi encerrada logo após a segunda volta, quando um grave acidente envolveu o piloto francês Anthoine Hubert da BWT Arden, o estadunidense Juan Manuel Correa da Sauber Junior-Charouz e o francês Giuliano Alesi da Trident, ocorrido na saída da curva Raidillon e entrada da reta Kemmel. Hubert e Correa foram levados ao centro médico do circuito, onde Hubert faleceu devido aos ferimentos logo após dar entrada. Correa foi estabilizado e transferido para um hospital próximo.
As duas corridas da Fórmula 2 previstas para o final de semana foram canceladas devido a morte de Hubert. Antes do Grande Prêmio de Fórmula 1, realizado no domingo, foram prestadas homenagens ao piloto francês e sua família, que se encontrava no circuito. O vencedor desta corrida, Charles Leclerc da Ferrari, que era amigo próximo de Hubert, dedicou a vitória ao piloto francês. Após o final de semana, a FIA e as autoridades locais iniciaram uma investigação para apurar as causas do acidente.

## Antecedentes

### Classificação do campeonato

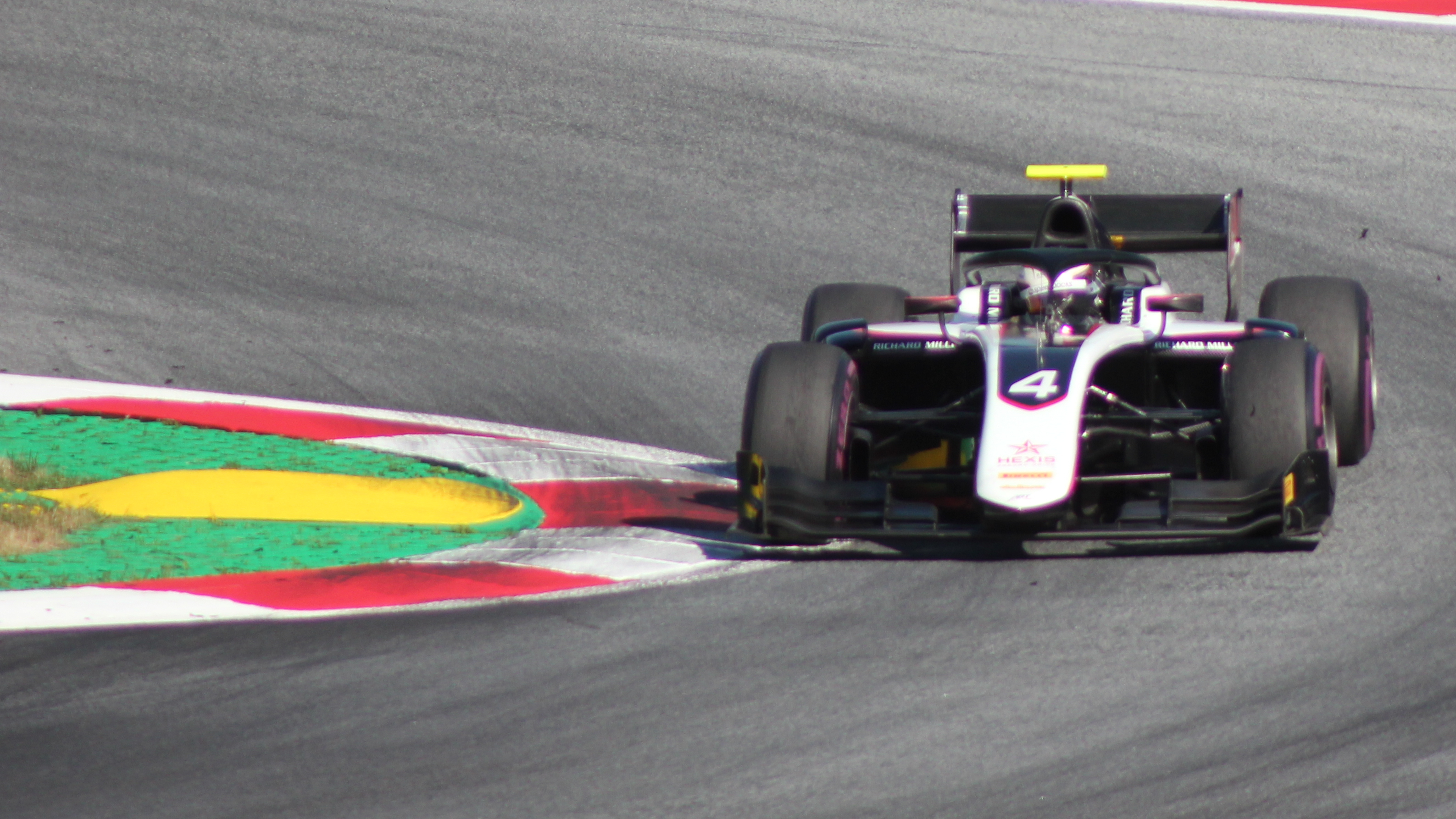
O holandês Nyck de Vries já havia vencido três etapas e liderava o campeonato de pilotos.

O piloto holandês Nyck de Vries, que liderava o campeonato, chegou à Bélgica com uma vantagem de trinta pontos sobre o canadense Nicholas Latifi, que estava na segunda posição do campeonato de pilotos. O brasileiro Sérgio Sette Câmara estava em terceiro, com uma diferença de 25 pontos para Latifi e 55 pontos para de Vries. No campeonato de equipes, a DAMS começou a etapa liderando com uma vantagem de 65 pontos sobre a UNI-Virtuosi Racing, vice-líder, e 101 pontos para a ART Grand Prix, na terceira colocação.

### Mudanças de pilotos
Vinte pilotos foram inscritos pelas dez equipes que formavam o grid do evento. Dezenove dos pilotos que disputaram a etapa anterior em Budapeste voltaram para a etapa de Spa-Francorchamps. A única exceção foi o piloto indiano Arjun Maini da Campos Racing, que deixou a equipe para disputar o European Le Mans Series e se tornar piloto de desenvolvimento da equipe de Fórmula 1 Haas. A Campos assinou com o líder do campeonato de Euroformula Open, o japonês Marino Sato, para substituir Maini nas etapas seguintes.

## Relatório

### Qualificação
O holandês Nyck de Vries qualificou-se na pole position, a sua terceira na temporada, com um tempo de 1:58.304. O brasileiro Sérgio Sette Câmara foi o segundo, apenas dois décimos atrás de Nyck, com um tempo de 1:58.576, enquanto seu companheiro de equipe, o canadense Nicholas Latifi ficou apenas com a décima primeira posição, depois de uma bandeira vermelha interromper sua volta rápida, e o deixando o melhor tempo de 1:59.717. Após a sessão, Latifi foi promovido à décima posição no grid por conta de uma punição de três posições concedida ao britânico Jordan King por ignorar bandeiras amarelas no treino. Além de Vries, Sette Câmara e Latifi, formaram o grid nas dez primeiras posições, Jack Aitken da MP Motorsport em terceiro, Nobuharu Matsushita e Louis Delétraz da Carlin em quarto e em quinto respectivamente, Mick Schumacher da Prema Racing em sexto, Nikita Mazepin da ART Grand Prix em sétimo, e Guanyu Zhou e Luca Ghiotto da UNI-Virtuosi em oitavo e nono, respectivamente. Giuliano Alesi da Trident classificou-se na décima segunda colocação, seguido de Anthoine Hubert da Arden em décimo terceiro e de Juan Manuel Correa da Sauber Junior Team em décimo quinto.

### Corrida principal e acidente

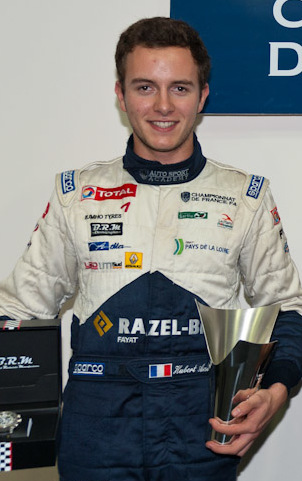
Anthoine Hubert faleceu por conta dos ferimentos sofridos no acidente na corrida principal.

A corrida principal iniciou-se às 10h35 UTC+1. O pole position Nyck de Vries largou bem e manteve a primeira colocação, com Louis Delétraz assumindo a segunda colocação e Jack Aitken assumindo a terceira. Sérgio Sette Câmara caiu para a quinta posição e Nicholas Latifi para a vigésima e última posição após enfrentar problemas na largada. No início da segunda volta, uma sequência de colisões envolvendo vários carros na curva Raidillon provocou uma bandeira vermelha e interrompeu imediatamente a corrida. O piloto da Trident Giuliano Alesi estava na décima posição quando rodou ao sair da curva Eau Rouge, atingindo as barreiras, danificando a traseira do carro e voltando ao traçado na saída da curva Raidillon. Os pilotos Ralph Boschung, Anthoine Hubert e Jordan King, que estavam nas posições atrás de Alesi, tiveram que apresentar ações rápidas para escapar do carro fora de controle. Boschung ultrapassou Alesi, desviando pela área de escape localizada do lado de fora da curva e King conseguiu diminuir a velocidade a tempo de evitar o choque. Hubert tentou ir para a direita de Boschung, mas se chocou com a roda traseira direita de Alesi, fazendo com que Hubert perdesse a asa dianteira e o carro saiu de controle na área de escape, chocando-se com uma barreira de pneus a frente. O carro girou e ficou em um ângulo perpendicular ao traçado da corrida, invadindo a pista.
Juan Manuel Correa, que estava na décima quarta posição no momento do acidente, aproximava-se da Eau Rouge quando Alesi perdeu o controle. Ele bateu em um pedaço de seu carro que ficou preso sob um pneu dianteiro, limitando a rolagem do carro e fazendo com que fosse diretamente para as barreiras da área de escape, onde estava o carro de Hubert. Correa atingiu Hubert de forma perpendicular, no lado esquerdo. Estima-se que Correa estava a uma velocidade de 257 quilômetros por hora no momento do impacto. A força da colisão foi suficiente para quebrar o carro de Hubert ao meio, e seu encosto de cabeça foi ejetado no processo. A parte dianteira do carro de Correa também se rompeu, fazendo com que a parte inferior do seu corpo fosse exposta. O carro de Hubert girou e bateu novamente na barreira de pneus, separando a asa dianteira do corpo traseiro, enquanto o cockpit atravessou novamente a pista. A Charouz de Correa continuou andando por vários metros adiante ao longo do circuito e parou invertida na parte gramada, no lado oposto da pista. Marino Sato, que passava no momento da colisão entre Hubert e Correa, freou completamente para evitar colidir com os carros na pista, contudo parou o motor e não pôde continuar. Alesi estava ileso, pois conseguiu percorrer a reta Kemmel com seu carro avariado e encostou pouco antes da curva Les Combes. A investigação posterior da Federação Internacional de Automobilismo (FIA) sobre o acidente determinou que entre a primeira perda de controle de Alesi até o momento em que os carros de Hubert e Correa pararam percorreram-se quinze segundos.

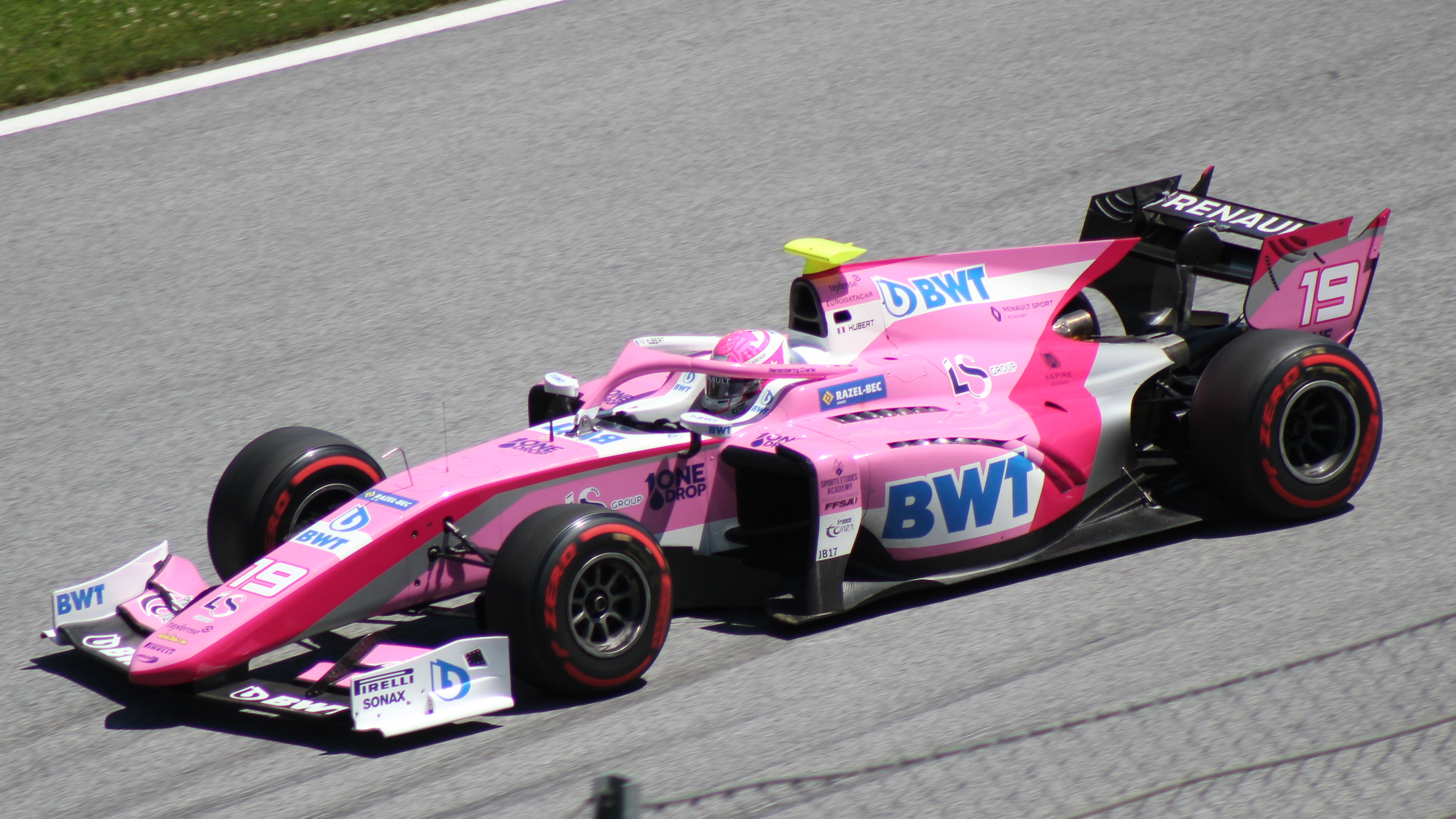
A Dallara F2 2018 da BWT Arden pilotada por Hubert durante a etapa no Red Bull Ring.

A gravidade do acidente e a quantidade de destroços espalhados pelo circuito fizeram com que a corrida fosse imediatamente paralisada com bandeira vermelha. Hubert foi atendido pela equipe médica cerca de um minuto após o acidente. Ele e Correa foram retirados de seus carros e levados às pressas para o centro médico do circuito. Hubert veio a falecer devido aos ferimentos cerca de uma hora e meia após o acidente, enquanto Correa foi estabilizado e transferido para um hospital especializado em Liège. Ele foi internado na unidade de terapia intensiva e foi diagnosticado com uma lesão na coluna vertebral e fraturas nas pernas. Ele estava consciente e lúcido antes de se submeter à cirurgia. Seus ferimentos o impediram de competir pelo resto da temporada. Correa foi transferido para uma clínica especializada no Reino Unido, onde teve um quadro de insuficiência respiratória aguda causada pela síndrome do desconforto respiratório agudo. Sua condição era crítica mas estável, sendo colocado em coma induzido no dia 7 de setembro. Correa saiu do coma em 20 de setembro, e foi submetido a uma cirurgia para salvar sua perna direita. A cirurgia reconstrutiva foi considerada um sucesso. O prognóstico de longo prazo de Correa exigiu até um ano de reabilitação.
A corrida principal não foi reiniciada e nenhum resultado foi emitido, de acordo com os regulamentos da FIA, já que o líder havia completado apenas uma volta quando a corrida foi encerrada. A corrida de sprint planejada para a manhã seguinte foi cancelada após o anúncio da morte de Hubert. A morte de Hubert foi a primeira fatalidade de um piloto na Fórmula 2 desde o acidente de Henry Surtees no Campeonato de Fórmula Dois da FIA de 2009.

## Repercussão
Um inquérito de homicídio culposo foi aberto pelo gabinete do promotor da cidade belga de Verviers em 2 de setembro, sendo designados diversos especialistas em corridas automobilísticas e segurança como consultores. O carro dirigido por Giuliano Alesi foi apreendido pelas autoridades como parte da investigação, forçando a Trident Racing a inscrever apenas um carro na etapa seguinte em Monza, uma semana após a etapa de Spa-Francorchamps. A Federação Internacional de Automobilismo (FIA), órgão regulador internacional do automobilismo, lançou sua própria investigação sobre o acidente. Os carros de Anthoine Hubert e Juan Manuel Correa foram fornecidos à FIA para permitir que sua investigação forense começasse. O relatório final foi publicado em fevereiro de 2020 e concluiu que havia mais de um fator contribuinte para o acidente. Afirmou que o contato anterior com outro carro fez com que Alesi perdesse a pressão em seu pneu traseiro, desencadeando uma reação em cadeia de eventos. O relatório também concluiu que Hubert tomou todas as medidas cabíveis para evitar o contato inicial e que sua morte não foi resultado de um erro do próprio piloto.
A BWT Arden anunciou que só iria inscrever um carro para a etapa de Monza, o de Tatiana Calderón. A equipe passou a preparar um carro para Hubert, que foi deixado em exposição na garagem como uma homenagem. Artem Markelov foi escolhido como substituto de Hubert para as duas etapas finais do campeonato em Sochi e Abu Dhabi. O número de corrida de Hubert, #19, foi retirado e a Markelov foi atribuído o número #22. Matevos Isaakyan substituiu Correa, que estava lesionado, nas corridas finais pela Sauber Junior-Charouz. O número de Hubert foi aposentado definitivamente em 2020.
O piloto de Fórmula 1 Daniel Ricciardo admitiu que havia pensado seriamente em não competir no Grande Prêmio da Bélgica, que ocorreu no dia seguinte, e que outros pilotos também estavam considerando. O vencedor da corrida, Charles Leclerc, dedicou sua vitória à memória de Hubert. Os organizadores do Campeonato de Fórmula 2 introduziram o Anthoine Hubert Award, um prêmio para o melhor piloto novato.
Os administradores do Circuito de Spa-Francorchamps anunciaram que uma mudança no traçado planejada para a área de saída da curva Raidillon, que estava programado para 2022, seria antecipado. O redesenho foi programado para permitir que o circuito recebesse uma rodada do Campeonato do Mundo de Endurance da FIM. A proposta previa a adição de uma caixa de cascalho para tornar o circuito adequado para eventos de corrida de motovelocidade sancionados pela Federação Internacional de Motociclismo (FIM), o órgão internacional que rege o motociclismo. Os gerentes argumentaram que a armadilha de cascalho beneficiaria também os carros de automobilismo, reduzindo sua velocidade quando saíssem do traçado da pista.

## Classificação

### Qualificação
| Pos.                     | Nº | Piloto               | Equipe                        | Tempo    | Dif.   | Grid |
| ------------------------ | -- | -------------------- | ----------------------------- | -------- | ------ | ---- |
| 1                        | 4  | Nyck de Vries        | ART Grand Prix                | 1:58.304 | –      | 1    |
| 2                        | 5  | Sérgio Sette Câmara  | DAMS                          | 1:58.576 | +0.272 | 2    |
| 3                        | 15 | Jack Aitken          | Campos Racing                 | 1:58.785 | +0.481 | 3    |
| 4                        | 2  | Nobuharu Matsushita  | Carlin                        | 1:58.832 | +0.528 | 4    |
| 5                        | 1  | Louis Delétraz       | Carlin                        | 1:58.910 | +0.606 | 5    |
| 6                        | 9  | Mick Schumacher      | Prema Racing                  | 1:59.141 | +0.837 | 6    |
| 7                        | 3  | Nikita Mazepin       | ART Grand Prix                | 1:59.142 | +0.838 | 7    |
| 8                        | 16 | Jordan King          | MP Motorsport                 | 1:59.366 | +1.062 | 112  |
| 9                        | 7  | Guan Yu Zhou         | UNI-Virtuosi                  | 1:59.425 | +1.121 | 8    |
| 10                       | 8  | Luca Ghiotto         | UNI-Virtuosi                  | 1:59.641 | +1.310 | 9    |
| 11                       | 6  | Nicholas Latifi      | DAMS                          | 1:59.717 | +1.443 | 10   |
| 12                       | 20 | Giuliano Alesi       | Trident                       | 1:59.961 | +1.657 | 12   |
| 13                       | 19 | Anthoine Hubert      | BWT Arden                     | 2.00.005 | +1.701 | 13   |
| 14                       | 21 | Ralph Boschung       | Trident                       | 2:00.030 | +1.716 | 14   |
| 15                       | 12 | Juan Manuel Correa   | Sauber Junior Team by Charouz | 2:00.250 | +1.936 | 15   |
| 16                       | 10 | Sean Gelael          | Prema Racing                  | 2:00.327 | +2.023 | 16   |
| 17                       | 14 | Marino Sato          | Campos Racing                 | 2:01.185 | +2.881 | 17   |
| 18                       | 17 | Mahaveer Raghunathan | MP Motorsport                 | 2:01.226 | +2.922 | 192  |
| 19                       | 18 | Tatiana Calderón     | BWT Arden                     | 2:03.224 | +4.920 | 18   |
| Tempo dos 107%: 2:06.585 |    |                      |                               |          |        |      |
| –                        | 11 | Callum Ilott         | Sauber Junior Team by Charouz | S/Tempo  | –      | 203  |
| Fonte:                   |    |                      |                               |          |        |      |

Notas
- ↑1  – Apesar da corrida ter sido cancelada, Nyck de Vries recebeu quatro pontos no campeonato de pilotos por ter marcado a pole position.[20]
- ↑2  – Jordan King e Mahaveer Raghunathan receberam uma punição de três posições no grid de largada por não diminuirem a velocidade durante bandeiras amarelas no treino classificatório. Ambos os pilotos receberam também dois pontos de punição na licença de pilotos.[9][35]
- ↑3  – Callum Ilott não conseguiu marcar um tempo de volta no treino classificatório, contudo recebeu permissão da direção de prova para largar da última posição do grid.[35]

### Campeonato após a etapa
| #       | Pos. | Piloto              | Pontos |
| ------- | ---- | ------------------- | ------ |
| Estável | 1    | Nyck de Vries       | 200    |
| Estável | 2    | Nicholas Latifi     | 166    |
| Estável | 3    | Sérgio Sette Câmara | 141    |
| Estável | 4    | Luca Ghiotto        | 135    |
| Estável | 5    | Jack Aitken         | 134    |

| #       | Pos. | Equipe         | Pontos |
| ------- | ---- | -------------- | ------ |
| Estável | 1    | DAMS           | 307    |
| Estável | 2    | UNI-Virtuosi   | 242    |
| Estável | 3    | ART Grand Prix | 202    |
| Estável | 4    | Campos Racing  | 164    |
| Estável | 5    | Carlin         | 145    |